# Diócesis de Ramsbury
La diócesis de Ramsbury o de Ramsbiria (en latín: Dioecesis Ramsbiriensis seu Corvinensis y en inglés: Diocese of Ramsbury) fue una circunscripción eclesiástica de la Iglesia católica en Reino Unido. Se trataba de una diócesis latina, sufragánea de la arquidiócesis de Canterbury. Fue suprimida en 1058 y restaurada como diócesis titular en 1969 con el nombre de diócesis de Ramsbiria. Desde el 22 de abril de 2024 su obispo titular es James Paul Curry.

## Territorio y organización

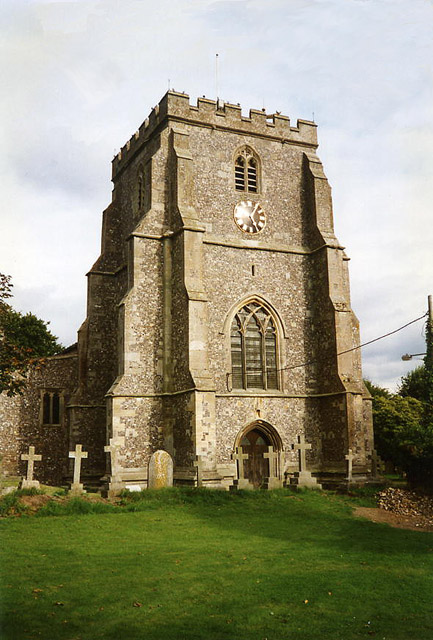
Iglesia anglicana de la Santa Cruz, construida en el posiblemente en el mismo lugar de la antigua catedral católica

La diócesis extendía su jurisdicción sobre los fieles católicos de rito latino residentes inicialmente en parte de Inglaterra en el área de aproximadamente los territorios de Berkshire y Wiltshire separados de la diócesis de Winchester.
La sede de la diócesis se encontraba en Ramsbury (también llamada Ramsey), en donde se hallaba la catedral hoy inexistente.

## Historia
La diócesis, también llamada diócesis de Wilton, y en ocasiones se también obispado de Ramsbury y Sonning, fue erigida en 909 con parte de la diócesis de Winchester en la Britania anglosajona por Plegmund, arzobispo de Canterbury, como parte de la división de los dos obispados de Sajonia Occidental en cinco más pequeños.
El primer obispo documentado de esta diócesis es Æthelstan, quien gobernó la sede desde aproximadamente 909 hasta 927. Tres de sus obispos, Oda, Sigerico y Aelfric II, se convirtieron en arzobispos de Canterbury en 942, 990 y 995 respectivamente.
La antigua diócesis anglosajona desapareció en el siglo XI. Su último obispo fue Hermann, quien dejó su cargo en 1055 y se trasladó al continente para convertirse en monje en la abadía de San Bertin. Durante unos tres años la sede de Ramsbury fue administrada por Ealdred, obispo de Worcester. Cuando Hermann regresó a Inglaterra (c. 1058/1059) , fue nombrado obispo de Sherborne. Al mismo tiempo, las dos sedes de Sherborne y Ramsbury se unieron y dieron lugar, hacia 1072/1075, a la diócesis de Salisbury.

### Diócesis titular
Desde 1969 Ramsbury figura entre las sedes episcopales titulares de la Iglesia católica como diócesis de Ramsbury o de Ramsbiria. Desde el 22 de abril de 2024 su obispo titular es James Paul Curry, obispo auxiliar de la arquidiócesis de Westminster.

## Episcopologio
- Aethelstan † (909-927 falleció)
- San Oda † (927-942 nombrado arzobispo de Canterbury)
- Aelfric I † (942-949 falleció)
- Oswulf † (950-970 falleció)
- Aelfstan † (970-12 de febrero de 981[5] falleció)
- Wulfgar † (981-985 falleció)
- Sigeric † (985-990 nombrado arzobispo de Canterbury)
- San Aelfric II † (990-16 de noviembre de 1005 falleció)[nota 2]
- San Britvoldo o Bertwald † (1005-22 de abril de 1045[5] falleció)
- Hermann † (1045-circa 1055 renunció)
  - Ealdred † (circa 1055-circa 1058 renunció) (administrador)
  - Sede unida a Sherborne

### Obispos titulares
- Martin Nicholas Lohmuller † (12 de febrero de 1970-25 de enero de 2017 falleció)
- Stephen James Lawrence Wright (18 de marzo de 2020-14 de junio de 2023 nombrado obispo de Hexham y Newcastle)
- Paul James Curry, desde el 22 de abril de 2024